# Dobropilia
Dobropilia (en ucraniano: Добропілля; en ruso: Доброполье, romanizado: Dobropolye) es una ciudad ucraniana perteneciente al óblast de Donetsk. Situada en el este del país, hasta 2020 era el centro del raión de Dobropilia, pero actualmente es parte del raión de Pokrovsk y centro del municipio (hromada) homónimo. 

## Geografía
Dobropilia se encuentra a orillas del río Bik (afluente del río Samara), 94 km al noroeste de Donetsk.

## Historia
Antes de la aparición de una población asentada, el pueblo nogayo de la Pequeña Horda Nogaya vagaba por las tierras del actual Dobropilia y sus alrededores.
Dobropilia fue fundada en 1840 y sus depósitos de carbón se descubrieron en las décadas de 1870 y 1880. En el siglo XX, se pusieron en funcionamiento varias minas de carbón (Erastovski, Sviatogorovski, Dobropilia). En 1914 entró en servicio un ferrocarril para el tránsito de carbón. 
En 1931 se puso en funcionamiento la gran mina Gigant, que tras la guerra se convirtió en las minas nº 1 y nº 2 de Dobropolyeugol. Alrededor de esta mina aparecieron 2 asentamientos (Technocolonna y Vremennaya Colony), que se fusionaron en 1935 en el pueblo de Dobropilia. El 23 de febrero de 1935 se inició aquí la publicación de un periódico regional.
Durante la Segunda Guerra Mundial, Dobropilia fue tomada por los alemanes en noviembre de 1941, recuperada por el Ejército Rojo en 1943.
La población de la ciudad creció a 18.000 personas debido a los inmigrantes de las regiones de Vínnitsa y Zhitómir. La extracción anual de carbón constituía 401.000 toneladas en 1950. En 1950 se puso en marcha una planta de extracción de carbón. Se abrieron nuevas minas en las décadas de 1950 y 1960, junto con una segunda planta de beneficio de carbón. En 1965, Dobropilia recibió el estatus de ciudad y en 1966 se convierte en centro del raión homónimo. 
Después de la declaración de independencia de Ucrania, la producción en la ciudad comenzó a declinar. En 2011, el oligarca Rinat Ajmétov firmó un contrato de arrendamiento de 49 años de la empresa minera estatal Dobropolyeugol para su empresa de recursos energéticos en el Dombás.
En la guerra del Dombás, activistas locales y policías crearon unidades de autodefensa para patrullar Dobropilia el 9 de septiembre de 2014. Además, la ciudad recibió numerosos desde el lanzador BM-21 Grad.

## Demografía
La evolución de la población de Dobropilia entre 1859 y 2022 fue la siguiente:
| 44                                                            | 811 | 570 | 5901 | 23 666 | 30 115 | 32 587 | 40 064 | 35 638 | 33 896 | 31 701 | 30 445 | 28 170 |
| (Fuente: Cities & Towns of Ukraine y UKRAINE: Größere Städte) |     |     |      |        |        |        |        |        |        |        |        |        |

Según el censo de 2001, el 71,3% de la población son ucranianos, el 25,9% son rusos y el resto de minorías son principalmente bielorrusos (1,1%). En cuanto al idioma, la lengua materna de la mayoría de los habitantes, el 61%, es el ruso; del 38,5% es el ucraniano.

## Economía
En 1970, la población de la ciudad era de 30 mil personas, la base de la economía era la minería del carbón. En 2013, la industria del carbón siguió siendo la columna vertebral de la economía de Dobropilia, ya que representó el 98,9% de todos los productos producidos por las empresas de la ciudad.

## Infraestructura

### Transporte
De 1968 a 2010 hubo un sistema de trolebuses en la ciudad, llegando a estar incluida en el Libro Guinness de los Récords como la ciudad más pequeña con una estación de trolebuses.

## Galería

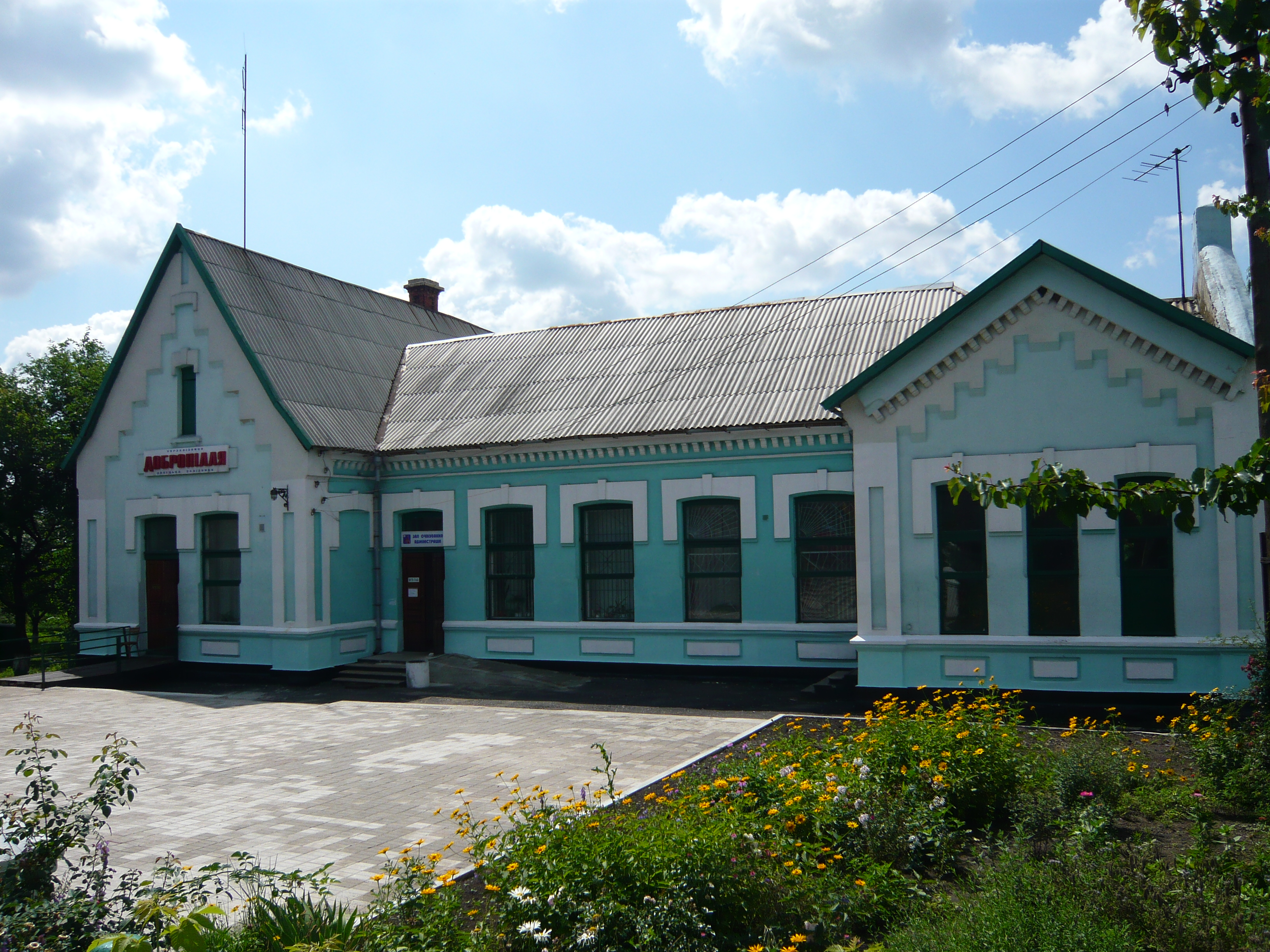
Estación de trenes de Dobropilia
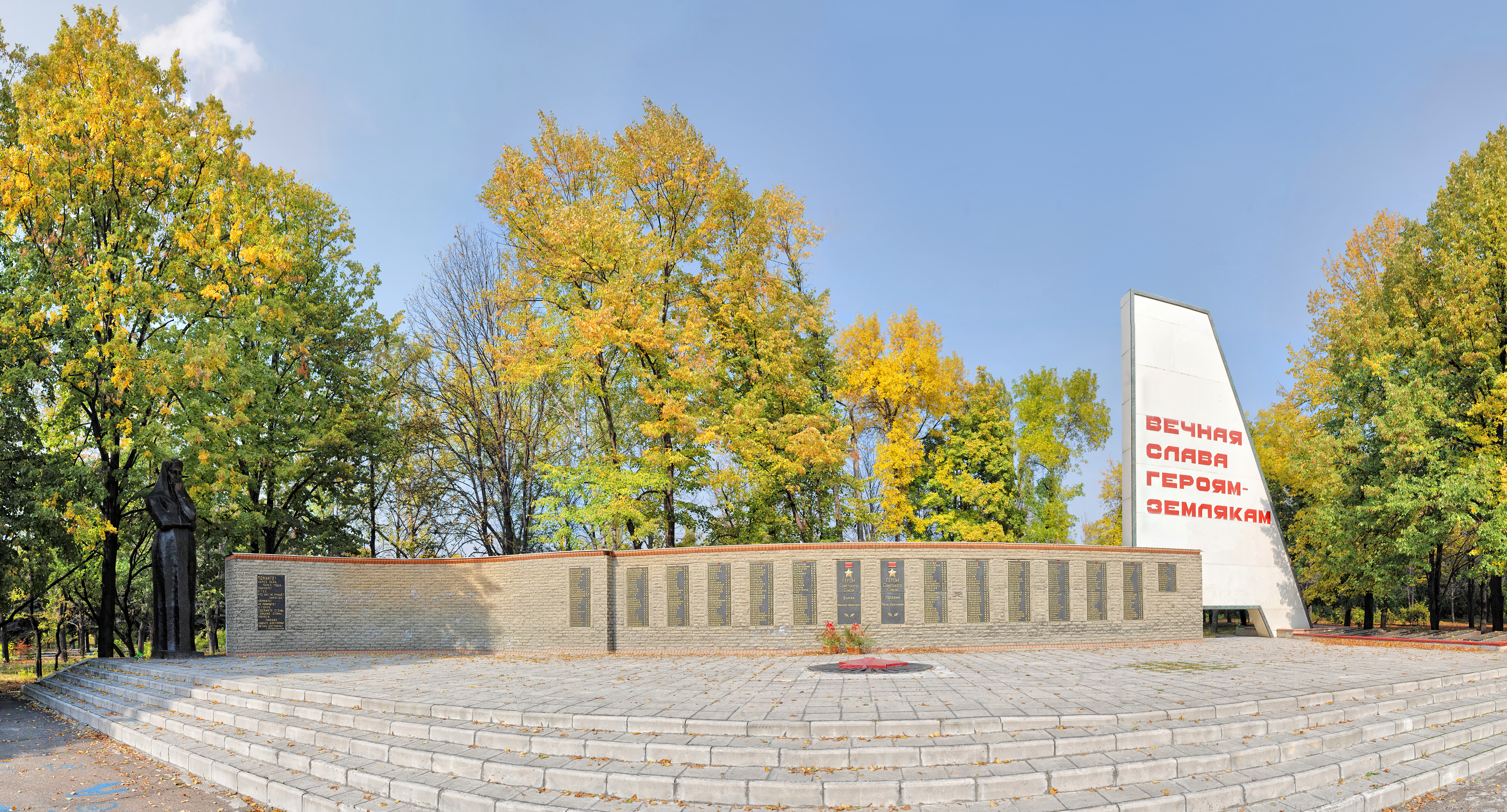
Memorial soviético de la Segunda Guerra Mundial
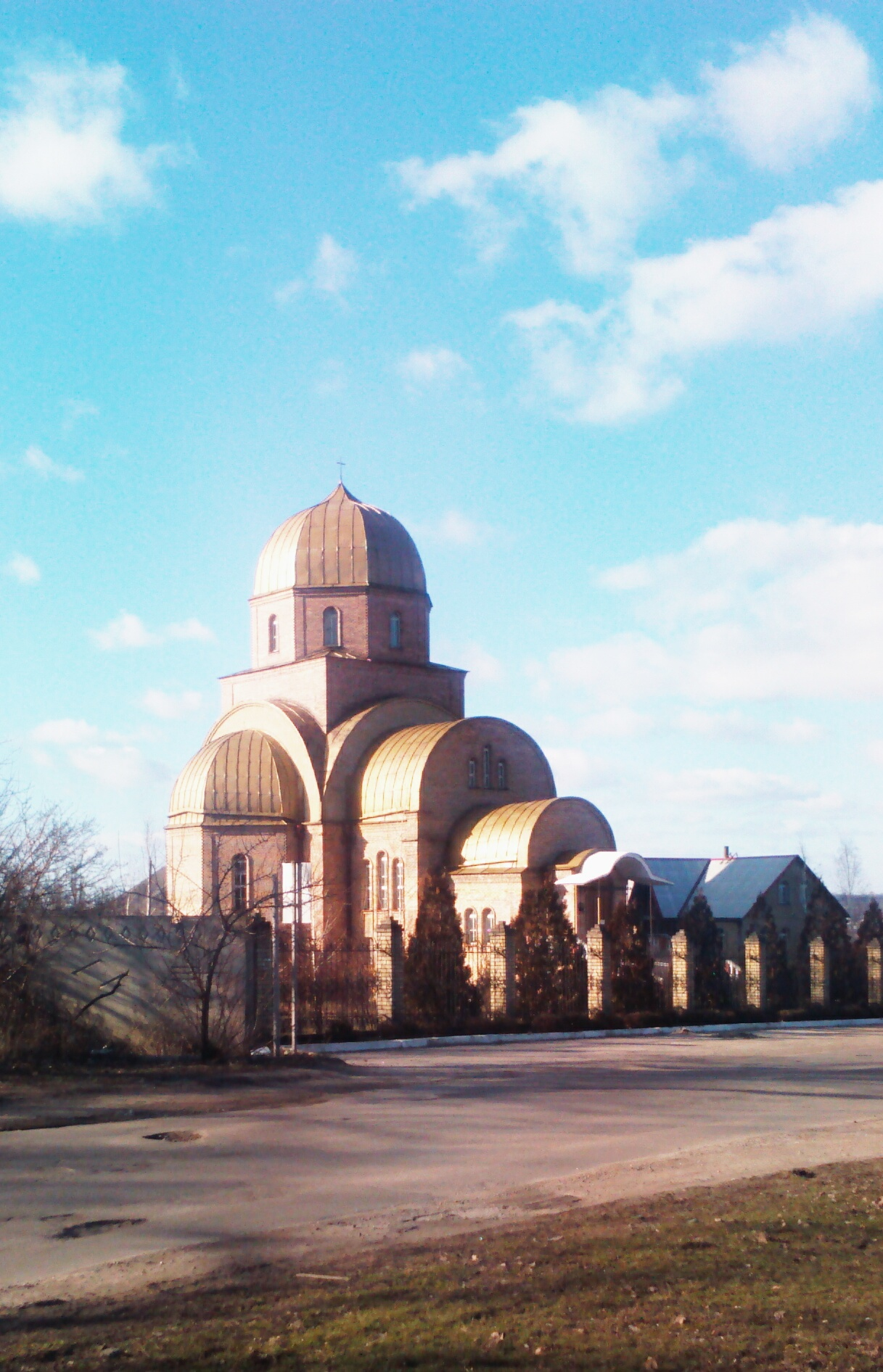
Iglesia local